# Теорія похибок
Теорія похибок (англ. error analysis, нім. Fehlertheorie f) — наука, яка вивчає властивості, методи оцінки та зведення похибки вимірювання до мінімуму. Розділ математичної статистики, присвячений чисельному визначенню значень величин за даними вимірювань.

## Загальний опис
В основі теорії похибок лежить математична модель, згідно з якою сукупність всіх можливих результатів вимірювання трактується як множина значень деякої випадкової величини. Тому важливу роль відіграє теорія статистичної оцінки, а висновки теорії похибок мають статистичний характер. Сенс і зміст таких висновків (як і висновків теорії статистичної оцінки) виявляються лише у світлі закону великих чисел (приклад такого підходу — статистичне тлумачення змісту коефіцієнта довіри). На основі теорії похибок розроблена методика виявлення та оцінки похибок вимірювань.
Основними завданнями теорії є вивчення розподілів випадкових похибок вимірювань, виявлення систематичних і грубих похибок вимірювань — промахів, розробка методів отримання оцінок для вимірюваних величин за вимірюваннями, вивчення точності самих оцінок через похибки вимірювання. Повторні вимірювання однієї й тієї ж постійної величини дають, як правило, різні результати, оскільки кожен вимір містить деяку похибку.